# Carlos Casares (Buenos Aires)
Pour les articles homonymes, voir Carlos Casares (homonymie).
Carlos Casares est une localité argentine située dans le partido homonyme, dans la province de Buenos Aires.

## Histoire
Le partido a été créé en 1907, avec des terres provenant des partido de 9 de Julio et Pehuajó. La même ordonnance désigne la ville fondée quelques années auparavant par Antonio Maya autour de la gare Carlos Casares du Ferrocarril Oeste (chemin de fer), inaugurée en 1889. La ville ayant conservé le nom de son créateur, le nom du quartier n'est pas tiré de lui, mais de la gare ferroviaire, ainsi nommée en hommage à l'homme public et gouverneur de la province entre 1875 et 1878.

## Démographie
La localité compte 22 237 habitants (Indec, 2010), ce qui représente une augmentation de 4,50 % par rapport au recensement précédent de 2001 qui comptait 21 125 habitants.
| Población | 15.143 | 21.169  | 19.209 | 19.324 | 20.104 | 20.126 | 21.125 | 22.237 |
| Variación | —      | +39,79% | -9,25% | +0,59% | +4,03% | +0,11% | +4,96% | +4,50% |

## Religion
| Diocèse  | Nueve de Julio            |
| -------- | ------------------------- |
| Paroisse | Nuestra Señora del Carmen |